# Бар ле Дик
Бар ле Дик (фр. Bar-le-Duc) је насељено место у Француској у региону Лорена, у департману Меза.
По подацима из 2011. године у општини је живело 15.895 становника, а густина насељености је износила 672,95 становника/km².

## Демографија
| 1962.  | 1968.  | 1975.  | 1982.  | 1990.  | 2011.  |
| ------ | ------ | ------ | ------ | ------ | ------ |
| 18.346 | 19.159 | 19.288 | 18.471 | 17.545 | 15.895 |